# Copidosoma gracile
Copidosoma gracile är en stekelart som först beskrevs av Kaul och Agarwal 1986.  Copidosoma gracile ingår i släktet Copidosoma och familjen sköldlussteklar. Inga underarter finns listade i Catalogue of Life.